# Alexandra Masangkay
Alexandra Masangkay, née le 15 avril 1992 à Barcelone, est une chanteuse, danseuse et actrice espagnole.
Elle a acquis une visibilité précoce auprès du public télévisuel en Espagne grâce à sa participation à l'émission de télé-crochet Operación Triunfo 8 en 2011.

## Biographie
Alexandra Masangkay naît en 1992 à Barcelone de parents immigrés philippins,. En 2011, elle participe à la saison 8 de l'émission de télé-réalité Operación Triunfo, se classant quatrième au classement final.
Alexandra Masangkay fait ses débuts en tant qu'actrice de télévision dans la série musicale Dreamland (es) en 2014, suivie par des rôles dans B&b, de boca en boca (es), Yo quisiera (es) et Más de 100 mentiras (es),. Elle fait ses débuts au cinéma avec son interprétation de Teresa dans le drame historique 1898, los últimos de Filipinas (2016). En tant qu'actrice de théâtre musical, elle joue Nala dans Le Roi lion au Teatro Lope de Vega et Kiki dans la comédie Flashdance,. En 2019, elle joue dans le film dystopique La Plateforme, incarnant Miharu, une prisonnière sadique cherchant désespérément sa progéniture. En 2022, elle incarne Wendy, une travailleuse domestique migrante philippine à La Moraleja, dans le thriller d'espionnage Código emperador (es). En 2023, elle termine le tournage de Valle de sombras (es).

## Filmographie
| Année | Titre                          | Rôle   | Remarques             |        |
| ----- | ------------------------------ | ------ | --------------------- | ------ |
| 2016  | 1898, los últimos de Filipinas | Teresa |                       | [ 8 ]  |
| 2018  | Más de 100 mentiras            | Irene  | Mini-série            | [ 5 ]  |
| 2019  | La Plateforme (El hoyo)        | Miharu |                       | [ 3 ]  |
| 2022  | Código emperador (es)          | Wendy  |                       | [ 1 ]  |
| 2023  | Valeria                        | Nuria  | 5 épisodes (saison 3) | [ 9 ]  |
| 2024  | Valle de sombras (es)          | Prana  |                       | [ 7 ]  |
| 2024  | Stags (en)                     |        | Mini-série            | [ 10 ] |

- 2024 : La Plateforme 2 (El hoyo 2) : Miharu

## Récompenses et distinctions
- (en) Alexandra Masangkay: Awards, sur l'Internet Movie Database